# SuperVia3000形電車
SuperVia3000形電車（スーペゥヴィーア3000けいでんしゃ）は、ブラジルの大都市・リオデジャネイロの近郊鉄道の運行を行う、SuperViaの通勤形電車。2011年から2016年にかけて導入された。

## 概要

### 導入までの経緯
2000年代後半、リオデジャネイロの近郊鉄道では、車両の老朽化とそれに伴う故障が課題となっていた。折しも、2014 FIFAワールドカップとリオデジャネイロオリンピックの開催による特別需要の発生も見込まれたことから、運営を行うSuperViaはそれらを最新の技術を使用した車両に置き換えることを決定。いくつかの鉄道車両メーカーに入札を呼びかけた結果、最も低価格かつ短期間で製造が可能な中国北車が落札し、2011年から同社の長春軌道客車において製造が開始され、2015年までに3000形と増備車の3000N形合わせて4両100編成の合計400両が落成した。

### 編成
1編成は4両で、先頭車が電動車（Mc）、中間車が付随車（R）のいわゆる2M2T編成となっている。
車両番号は、Mc1 - R1 - R2 - Mc2の順に3000 - 3300 - 3200 - 3100と付けられ、うち3200は時間帯により女性専用車両となるため、車体外側の各乗降扉脇にそれを示すピンク色のステッカーが貼られている。

### 車体
車体は防火対策を十念に施したステンレス鋼で、先頭車の前面はFRP製となっている。このFRPは色付きのもので、3000形は青色、3000N形は緑色。
運転室部分を除く窓は、リオデジャネイロの近郊鉄道の電車としては標準のFRP製を使用している。

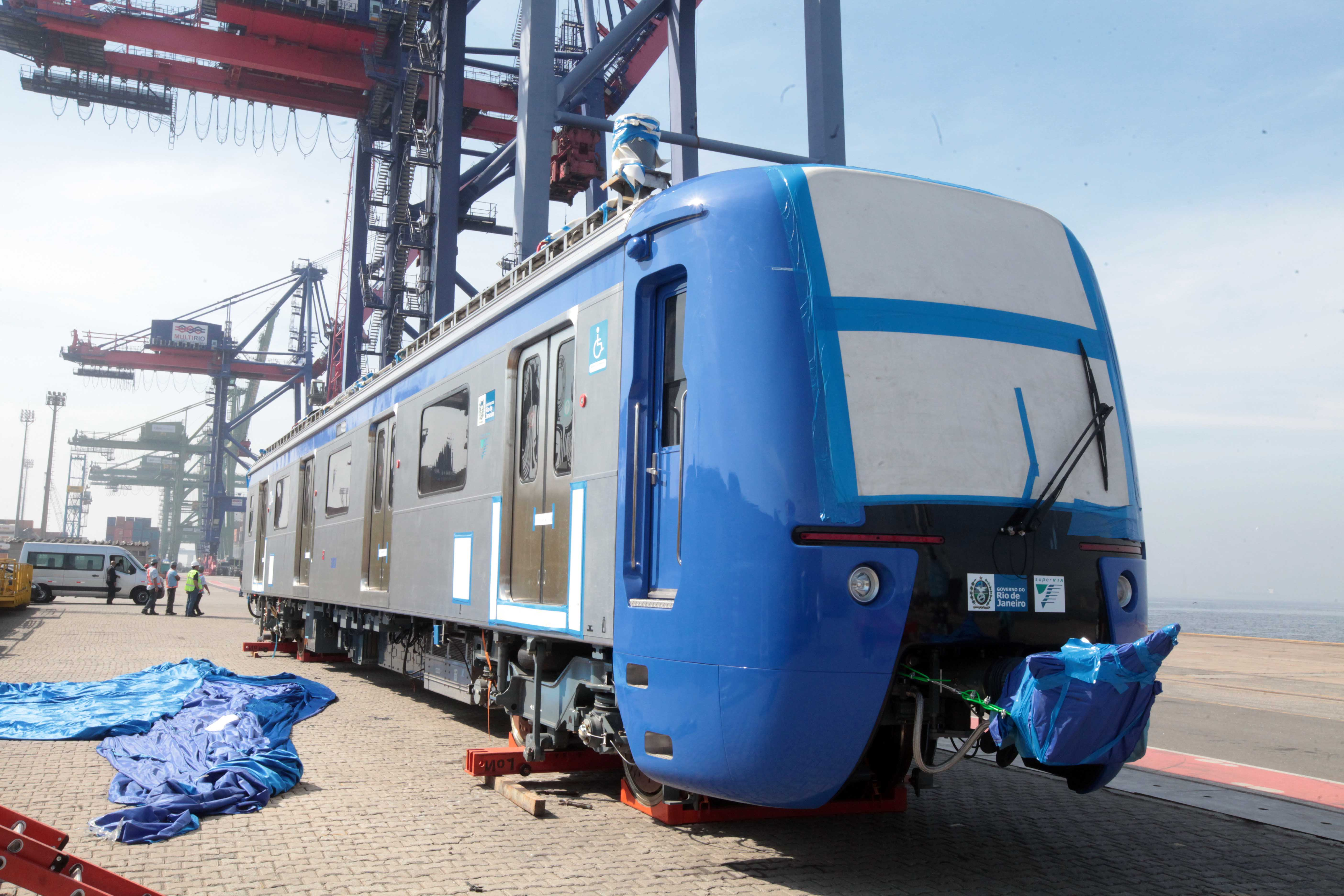
陸揚げされた先頭車
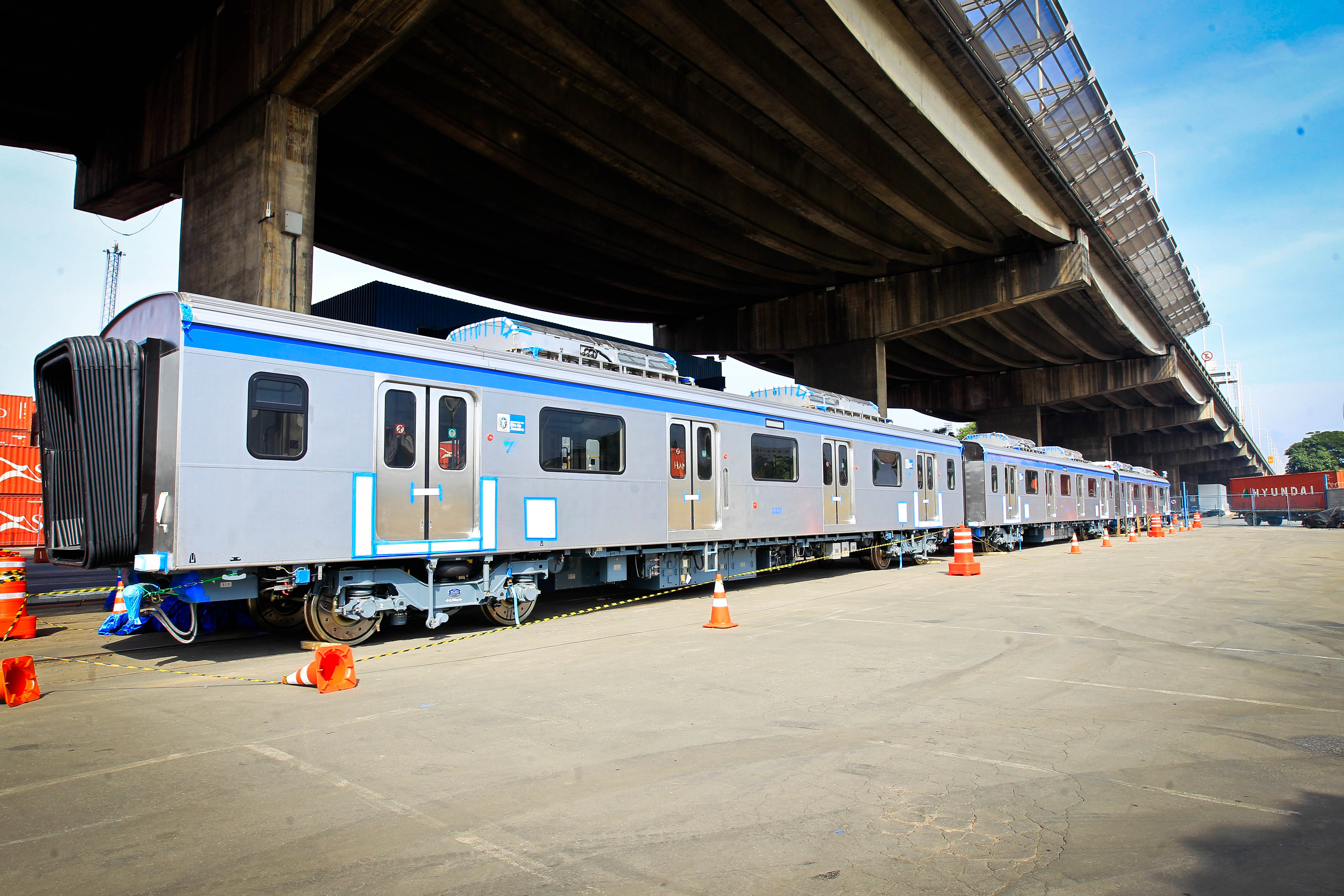
陸揚げされた中間車
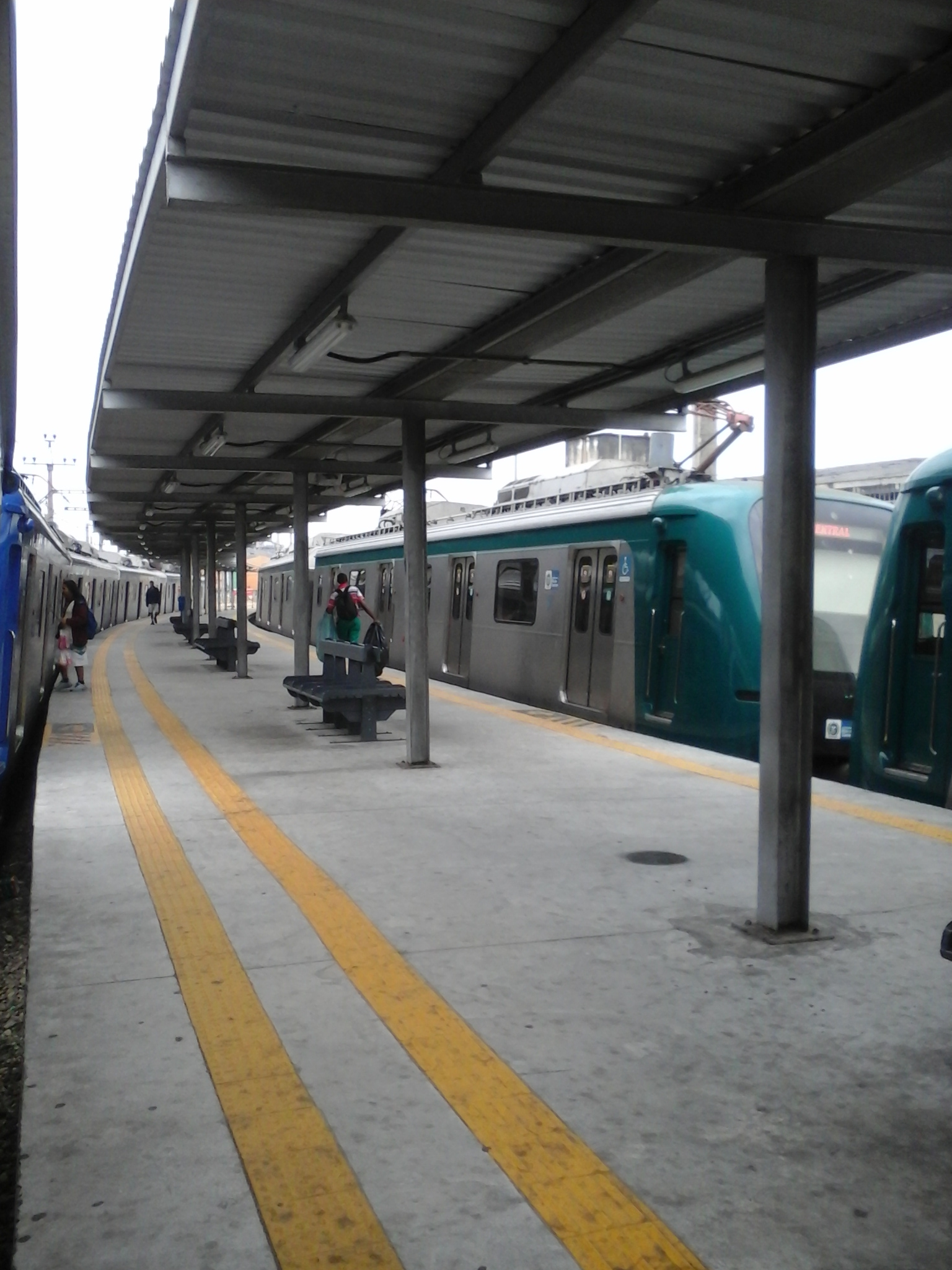
3000形（左）と3000N形（右）
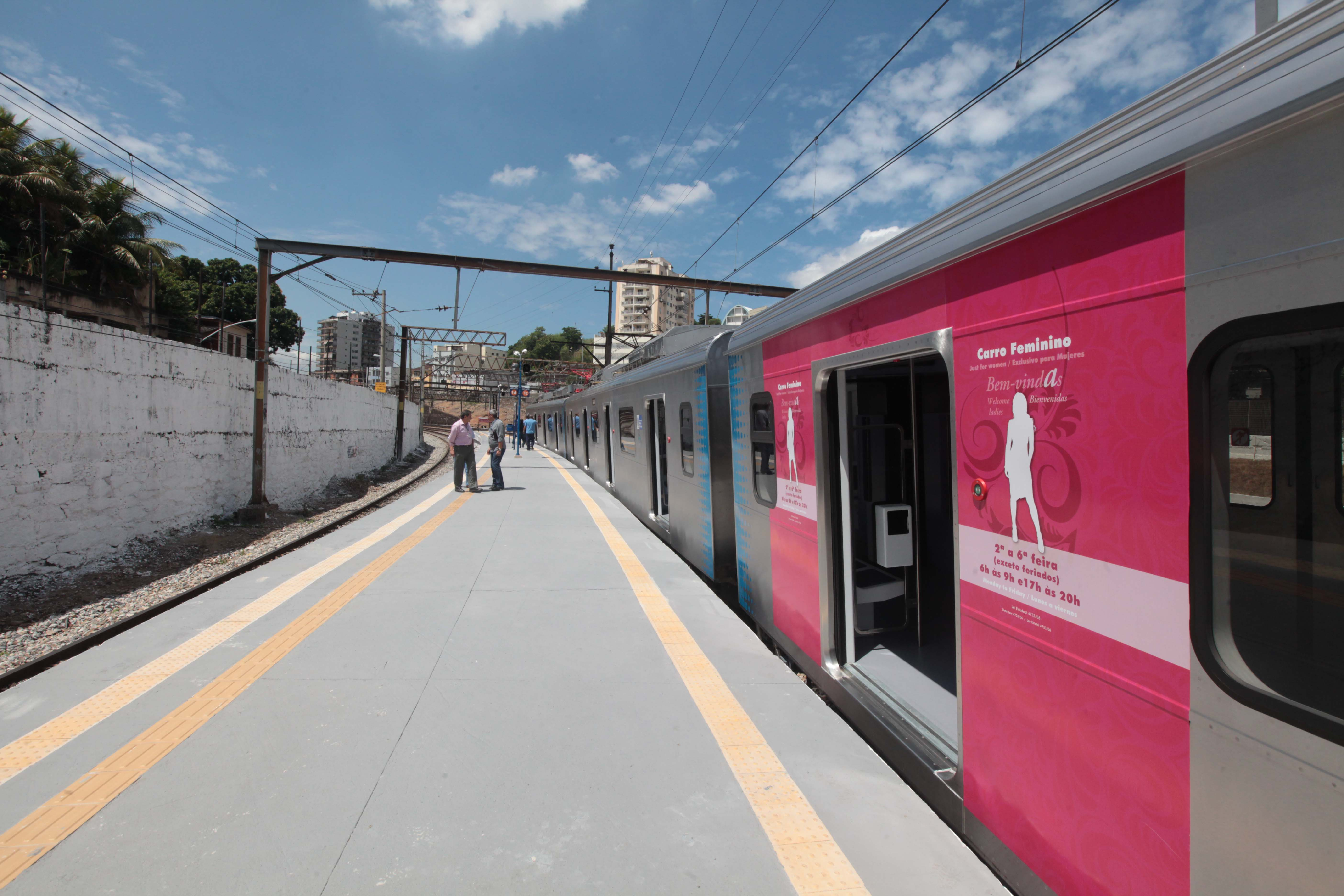
女性専用車両を示すピンク色のステッカー（手前）

### 車内
座席はセミクロスシートを採用し、車いす用の空間などのバリアフリー対応設備や、大型の荷物を置くための場所も用意されている。
車内案内表示器はLED式とLCD式で、LED式のものでは自動放送装置と合わせた次駅案内などを、LCD式のものでは広告などを表示する。また、1編成につき18基の監視カメラが備えられており、運転室の装置と連動して車内の様子を確認する。
乗降扉は両開きのものが1両につき片側4つ、両側あわせて8つ設置されており、各扉の横には半自動扱い際に使用するドアボタンが設置されている。

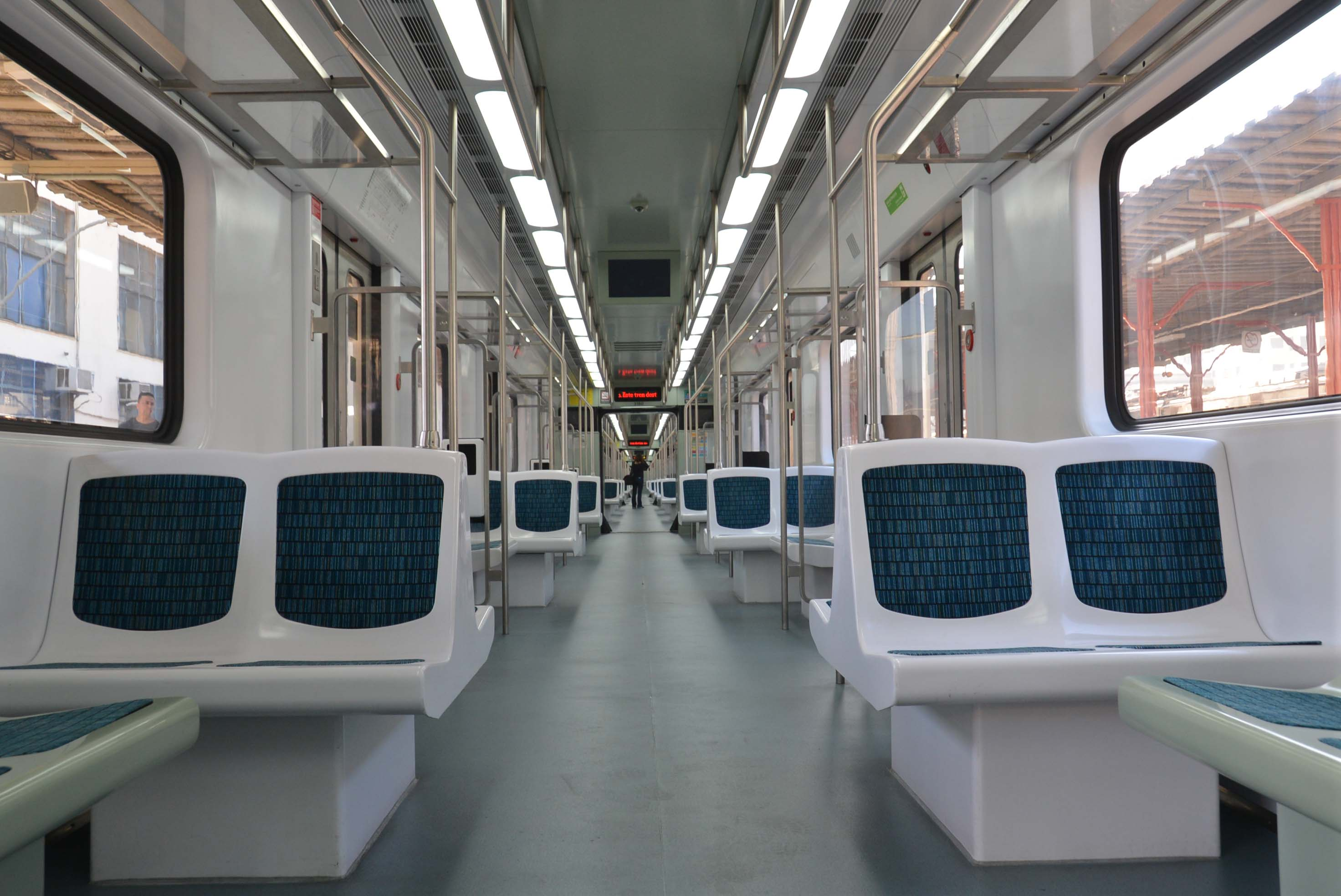
車内
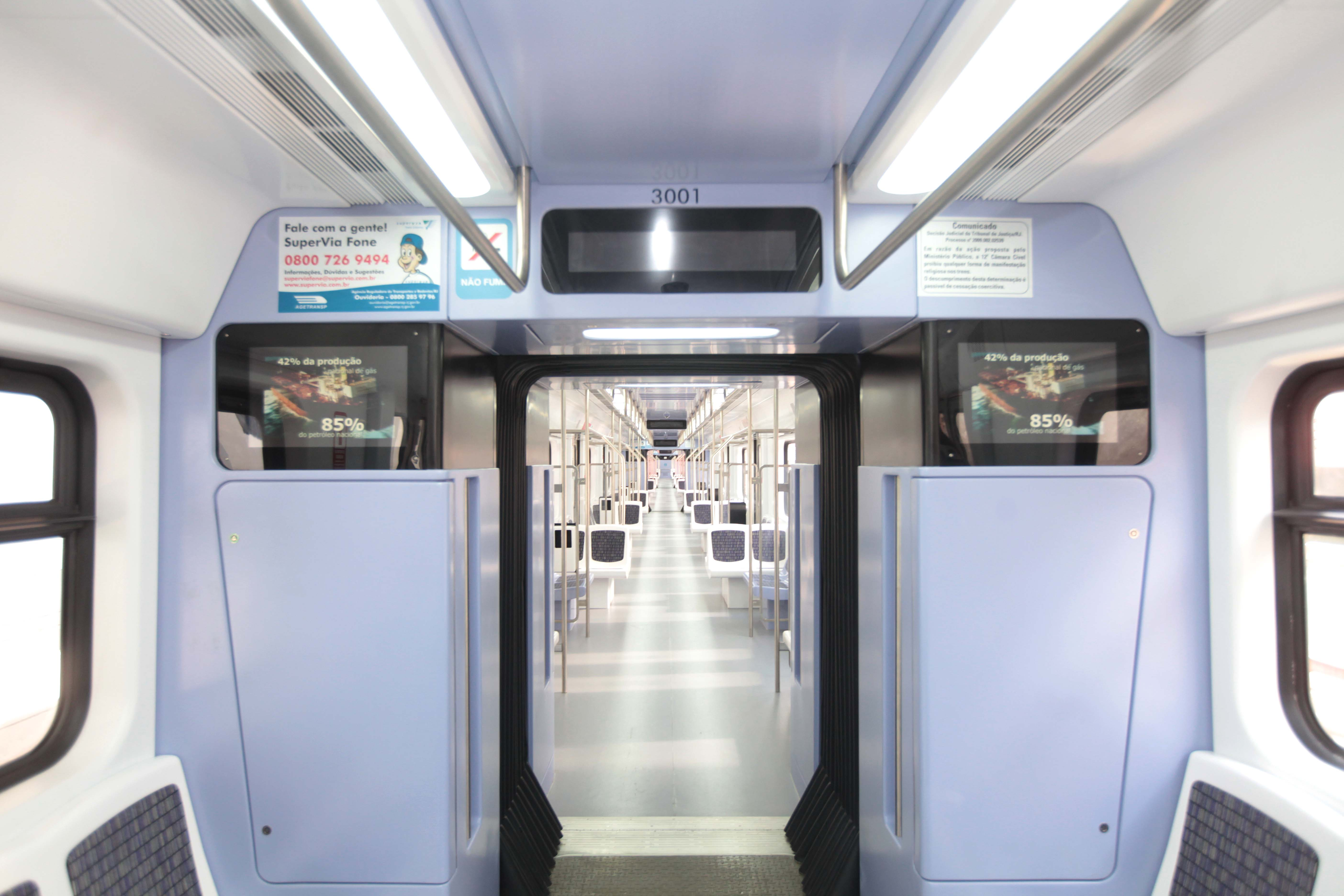
車内端の貫通路上のLED表示器とLCD表示器
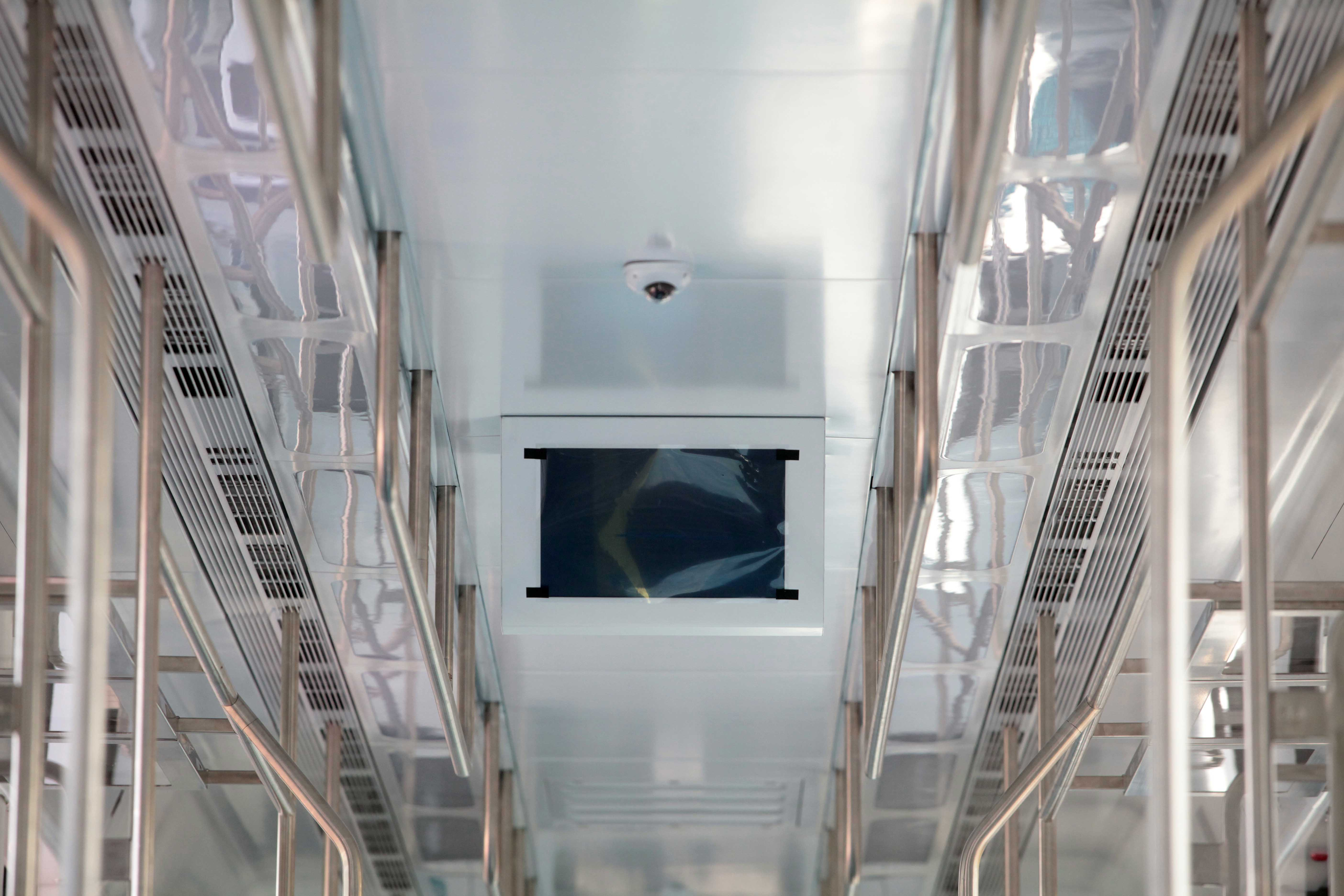
車内天井に設置のLCD表示器と監視カメラ

### 台車
台車は長春軌道客車製のボルスタレス式ボギー・CW 310Dを採用。電動車の台車には、1つにつき2基の主電動機を搭載している。

### 電気機器
電気機器は日本の東芝製のものを採用。IGBT素子を使用したVVVFインバーター制御で、1つの装置につき210 kWの主電動機4基を制御する。
集電装置のパンタグラフはシングルアーム式のものを各先頭車の天井に2基設置したほか、リオデジャネイロのサバナ気候に適応した冷房装置を各車両の天井に2基ずつ設置している。

## 運用
2011年から2014年にかけて4両30編成の計120両が導入されて順次運用に入りしたほか、2015年から2016年にかけて、さらに4両70編成の計280両が導入された。この280両は3000N形と呼ばれ、前述の通り、従来の3000形と比べて前面FRPの形状と車内天井の色が異なっている。
総数4両100編成の計400両の陣営となり、SuperViaの電化各線でその姿が見られるようになった本形式であるが、3000N形の一部車両において、駆動装置の不具合が相次いで見つかり、2018年までに同型70編成のうちの40編成が運用を離脱、それに伴い一部列車の運休もしくは減車が発生するという問題が起きた。これを解決するため、SuperViaは車両製造元の中国中車に修理を依頼し、2019年に当該部分の交換が行われ、2020年1月より対象のすべての編成が再び運用に復帰、列車運行も通常通りとなった。